# ケンジェ
ケンジェ（生没年不詳、満洲語：ᡴᡝᠨᠵᡝ、転写：Kenje、漢文：懇哲）は清の太祖ヌルハチの父タクシの継妻であり、ヌルハチの継母である。哈達那拉氏出身。ハダ初代国主ワンの養女。

## 生涯
『清入関前史料選輯』の記録によると、ハダ国主が養女として育てていたケンジェは、タクシの正妻である厄墨気奚塔喇氏（エモチ・ヒタラ氏）が亡くなった後、タクシの第二夫人となった。
ケンジェは性格が厳しく冷淡で、前妻が産んだシュル・ベイレ（淑勒貝勒）、すなわち後の清太祖ヌルハチに対して容赦なく接した。
そのため、ヌルハチはわずか19歳のときに家を分けて独立して暮らさなければならず、しかも分け与えられた財産はごくわずかだった。
1582年にケンジェは息子のバヤラを生んだ。

## 脚註
1. ↑  『満洲実録』一巻

## 参考資料
- 『清史稿』列伝一